# Joseph Young
Pour les articles homonymes, voir Young.
Joseph Michael Young, né le 27 juin 1992 à Houston, Texas, est un joueur américain de basket-ball. Il évolue aux postes d'arrière et de meneur. Il est le fils de l'ancien joueur de la National Basketball Association (NBA), Michael Young. Il évolue dans 2 équipes universitaires NCAA, d'abord aux Cougars de Houston puis aux Ducks de l'Oregon où il termine son cursus. Il est sélectionné par la suite en 43e position de la draft 2015 de la NBA par les Pacers de l'Indiana.

## Carrière universitaire

### Cougars de Houston (2011-2013)
Après ses années lycées, Young s'engage auprès de l'université de Providence mais il est mis à l'écart du groupe durant une année puisque son entraîneur refuse sa lettre de démission de l'université. Il débute réellement sa carrière universitaire un an plus tard aux Cougars de Houston, où son père opère en tant que directeur des opérations basket-ball. Avec des moyennes de 18 points à 42 % à 3 points et 87 % aux lancers-francs. À la suite de cette saison, son père refusa qu'il continue son cursus à Houston et Young demanda son transfert vers les Ducks de l'Oregon.

### Ducks de l'Oregon (2013-2015)
Il passa deux saisons chez les Ducks de l'Oregon et devient rapidement l'un des joueurs les plus appréciés du public. En 2015, pour sa dernière année universitaire, il est nommé Joueur de l'année de la Conférence Pacific-12 avec une moyenne de 19,8 points, 4,5 rebonds et 3,7 passes décisives par match. Face à Arizona State et Washington, il donne consécutivement la victoire aux Ducks sur un panier victorieux au buzzer.

## Carrière professionnelle

### Pacers de l'Indiana (2015-2018)
Le 25 juin 2015, il est sélectionné à la 43e position de la draft 2015 de la NBA par les Pacers de l'Indiana. Après avoir mené la Summer League NBA 2015 avec des statistiques de 22,5 points par match et en remportant le trophée de MVP du tournoi, Young signe un contrat de 4 millions de dollars avec les Pacers le 14 juillet. Le 11 décembre 2015, il est affecté aux Mad Ants de Fort Wayne de la NBA G-League. En 2015, il figure dans une publicité pour la marque Gatorade aux côtés de son coéquipier Paul George. Il joue 4 matchs de playoffs avec les Pacers en 2016 pour une moyenne de 2,3 points. Il fait des allers-retours entre la NBA et la G-League de nombreuses fois avant d'obtenir quelques minutes de jeu lors de la saison 2017-2018 à la suite de la blessure de Darren Collison avec des moyennes de 3,9 points et 1,2 rebond. Il inscrit son record de points le 31 décembre 2017 contre les Timberwolves du Minnesota avec 20 points à 63 % aux tirs.

### Nanjing Monkey Kings (2018-2020)
Le 1er août 2018, Joe Young signe un contrat d'un an avec les Nanjing Monkey Kings de la Chinese Basketball Association (CBA). Le 4 novembre 2018, il réalise un troisième match consécutif à 40 points et avec des moyennes de 31,5 points et 4,5 passes décisives par match.
À l'été 2019, il est sélectionné par les Lakers de Los Angeles pour participer à la Summer League 2019 mais n'est pas conservé.

## Clubs successifs
- 2011-2013 :  Cougars de Houston (NCAA).
- 2013-2015 :  Ducks de l'Oregon (NCAA).
- 2015-2018 :  Pacers de l'Indiana (NBA).
- 2018-2020 :  Nanjing Monkey Kings (CBA).
- depuis 2025 :  Beirut Sports Club

## Statistiques

### Universitaires
Les statistiques en matchs universitaires de Joseph Young sont les suivantes :
| Année     | Équipe  | Matchs | Titul. | Min./m. | %tir | %3pts | %l-f | rbds/m. | pass/m. | int/m. | ctr/m. | pts/m. |
| --------- | ------- | ------ | ------ | ------- | ---- | ----- | ---- | ------- | ------- | ------ | ------ | ------ |
| 2011-2012 | Houston | 30     | 16     | 30,1    | 41,6 | 38,2  | 83,7 | 3,60    | 2,37    | 0,87   | 0,20   | 11,33  |
| 2012-2013 | Houston | 32     | 30     | 32,7    | 45,8 | 42,0  | 87,5 | 3,50    | 2,47    | 0,59   | 0,00   | 18,00  |
| 2013-2014 | Oregon  | 34     | 34     | 31,1    | 48,0 | 41,5  | 88,1 | 2,82    | 1,94    | 1,29   | 0,03   | 18,91  |
| 2014-2015 | Oregon  | 36     | 35     | 36,7    | 44,8 | 35,7  | 92,5 | 4,44    | 3,72    | 1,14   | 0,03   | 20,69  |
| Total     |         | 132    | 116    | 32,8    | 45,3 | 39,0  | 88,6 | 3,61    | 2,65    | 0,98   | 0,06   | 17,45  |

## Palmarès
- Third-team All-American – TSN (2015)
- Pac-12 Player of the Year (2015)
- First-team All-Pac-12 (2015)
- Second-team All-Pac-12 (2014)
- Third-team All-Conference USA (2013)
- Conference USA All-Freshman (2012)
- Third-team Parade All-American (2010)